# زنبق ماکی

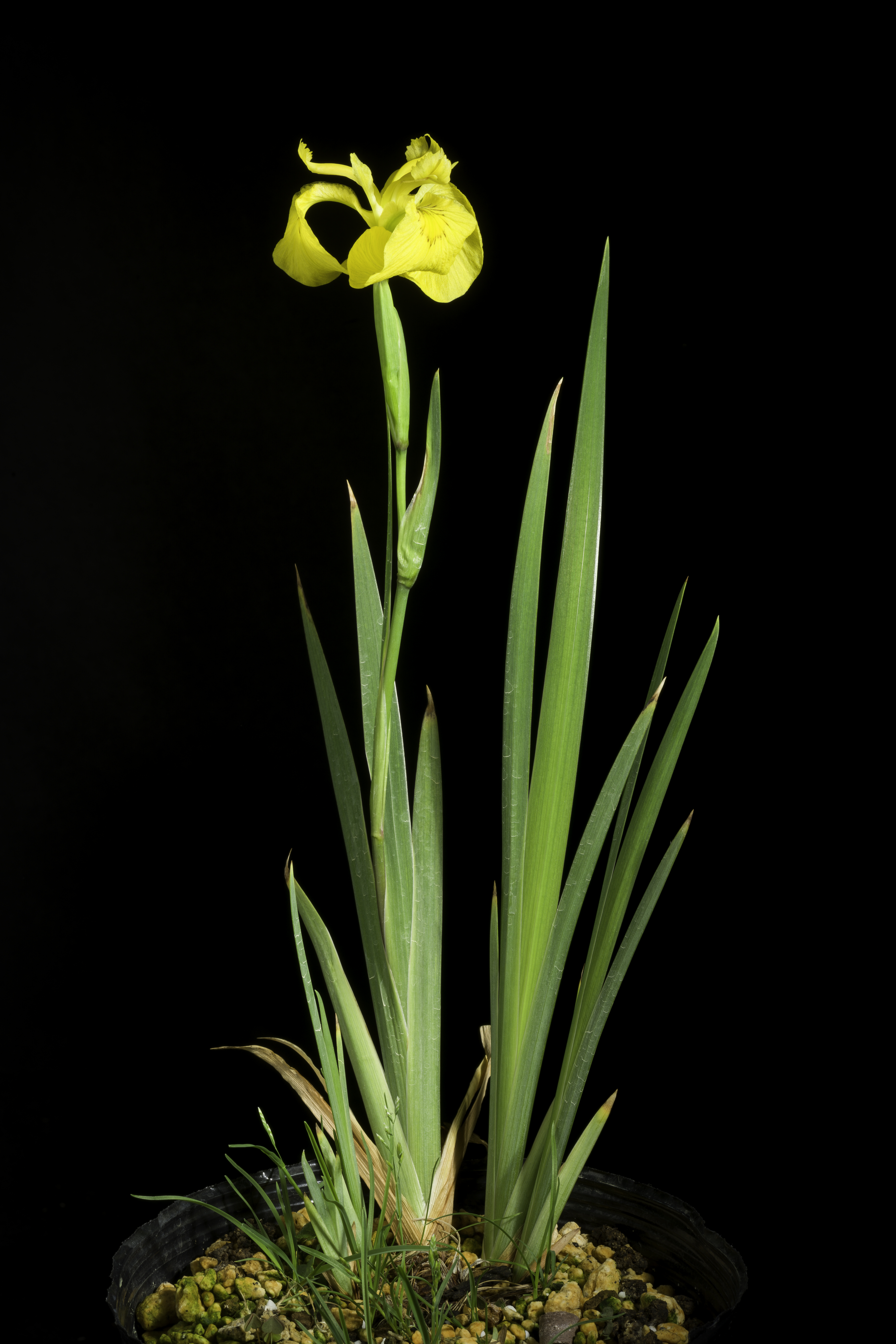
عکسی از زنبق ماکی

زنبق ماکی (نام علمی: Iris maackii) نام یک گونه از سرده زنبق است.